# Rajko Aleksić
Rajko Aleksić (ser. Рајко Алексић, ur. 19 lutego 1947 w Srpskiej Crnej) – serbski piłkarz grający na pozycji obrońcy. W swojej karierze rozegrał 2 mecze w reprezentacji Jugosławii.

## Kariera klubowa
Karierę piłkarską Aleksić rozpoczął w klubie FK Vojvodina. W sezonie 1965/1966 zadebiutował w nim w pierwszej lidze jugosłowiańskiej. W debiutanckim sezonie wywalczył z Vojvodiną pierwszy w historii klubu tytuł mistrza Jugosławii. W Vojvodinie grał do końca sezonu 1976/1977.
W 1977 roku Aleksić wyjechał do Francji i został zawodnikiem Olympique Lyon. W lidze francuskiej grał przez dwa sezony i w 1979 roku zdecydował się zakończyć karierę sportową.
| Sezon   | Klub           | Kraj       | Rozgrywki  | Mecze | Bramki |
| ------- | -------------- | ---------- | ---------- | ----- | ------ |
| 1965/66 | FK Vojvodina   | Jugosławia | Prva liga  | 2     | 0      |
| 1966/67 | FK Vojvodina   | Jugosławia | Prva liga  | 16    | 0      |
| 1967/68 | FK Vojvodina   | Jugosławia | Prva liga  | 26    | 0      |
| 1968/69 | FK Vojvodina   | Jugosławia | Prva liga  | 33    | 1      |
| 1969/70 | FK Vojvodina   | Jugosławia | Prva liga  | 17    | 0      |
| 1970/71 | FK Vojvodina   | Jugosławia | Prva liga  | 18    | 0      |
| 1971/72 | FK Vojvodina   | Jugosławia | Prva liga  | 27    | 0      |
| 1972/73 | FK Vojvodina   | Jugosławia | Prva liga  | 23    | 0      |
| 1973/74 | FK Vojvodina   | Jugosławia | Prva liga  | 21    | 0      |
| 1974/75 | FK Vojvodina   | Jugosławia | Prva liga  | 0     | 0      |
| 1975/76 | FK Vojvodina   | Jugosławia | Prva liga  | 16    | 1      |
| 1976/77 | FK Vojvodina   | Jugosławia | Prva liga  | 15    | 1      |
| 1977/78 | Olympique Lyon | Francja    | Division 1 | 24    | 2      |
| 1978/79 | Olympique Lyon | Francja    | Division 1 | 28    | 0      |

## Kariera reprezentacyjna
W reprezentacji Jugosławii Aleksić zadebiutował 25 czerwca 1968 roku w przegranym 0:2 towarzyskim meczu z Brazylią. W 1968 roku został powołany do kadry Jugosławii na Mistrzostwa Europy 1968. Na tym turnieju był rezerwowym i nie rozegrał żadnego spotkania. Z Jugosławią wywalczył wicemistrzostwo Europy. W reprezentacji Jugosławii rozegrał 2 spotkania, oba w 1968 roku.
| Mecze i gole w reprezentacji | Mecze i gole w reprezentacji | Mecze i gole w reprezentacji | Mecze i gole w reprezentacji | Mecze i gole w reprezentacji | Mecze i gole w reprezentacji | Mecze i gole w reprezentacji |
| #                            | Data                         | Stadion                      | Rywal                        | Wynik                        | Gol                          | Rozgrywki                    |
| 1968                         | 1968                         | 1968                         | 1968                         | 1968                         | 1968                         | 1968                         |
| ---------------------------- | ---------------------------- | ---------------------------- | ---------------------------- | ---------------------------- | ---------------------------- | ---------------------------- |
| 1.                           | 25.06.1968                   | Belgrad, Jugosławia          | Brazylia                     | 0:2                          | 0                            | towarzyski                   |
| 2.                           | 19.12.1968                   | Belo Horizonte, Brazylia     | Brazylia                     | 2:3                          | 0                            | towarzyski                   |